# Listbroker
Listbroker (Adressbroker, Datenbroker) sind Unternehmen beziehungsweise Makler, die Adressen von Unternehmen und Privatpersonen verleihen oder verkaufen (indirekt zu Marketingzwecken). Ein Listbroker verfügt über Marktkenntnisse und vielfältige Kontakte zu Unternehmen, die bereit sind, ihren Adressbestand für Werbezwecke zur Verfügung zu stellen. Er verhandelt mit Adresseigentümern, um Freigaben für Werbeaktionen zu erreichen, und informiert seine Kunden über Qualitätsunterschiede und Preise.
Der Listbroker kauft entweder die Datensätze von anderen Firmen ein oder erhebt im Einzelfall Adressen selbst. Die dadurch gewonnenen Adressdatensätze werden kategorisiert und nach Kriterien sortiert in einer Adressdatenbank gespeichert. Die Nutzung von Adressbrokern ist die klassische Art, um möglichst aktuelle Adressen für die geforderte Zielgruppe zu erhalten. Oft geht mit dem Erwerb eine Rechteübertragung zur uneingeschränkten Nutzung einher, nicht jedoch das Recht, die Adressen weiter zu veräußern.